# HD 12661 b
HD 12661 b és un planeta extrasolar que orbita al voltant de l'estrella HD 12661, a la constel·lació d'Àries. Aquest gegant gasós té una massa equivalent a 2,5 masses jovianes. Té una òrbita excèntrica dins de la zona d'habitabilitat de l'estel, cosa que significa que si qualsevol dels seus satèl·lits posseeix atmosfera, podria albergar vida.

## Altres referències
- Butler et al. «Catalog of Nearby Exoplanets». The Astrophysical Journal, 646, 1, 2006, pàg. 505–522. Arxivat de l'original el 2019-12-07. DOI: 10.1086/504701 [Consulta: 15 octubre 2020].
- www.extrasolar.net